# Mikoláivka (Sinélnikove)
Mikoláivka (en ucraniano: Миколаївка) es un pueblo ucraniano perteneciente al óblast de Dnipropetrovsk. Situado en el este del país, es parte del raión de Sinélnikove y centro del municipio (hromada) homónimo.

## Toponimia
El nombre del asentamiento en ruso es Nikoláyevka (en ruso: Николаевка).  

## Geografía
Mikoláivka se encuentra a orillas del río Samara, 14 km al sur de Petropávlivka y 115 km al este de Dnipró. 

## Historia
El pueblo fue fundado en 1776 con el nombre de Mikilska (en ucraniano: Микільська) por la iglesia fundada aquí en honor a Nicolás de Bari.
En 1917, el pueblo recibió un nuevo nombre: Mikoláivka. Bajo el gobierno soviético, el templo fue clausurado en 1929 y en 1934, el edificio, a excepción de la portería y el campanario, fue destruido. 

## Demografía
La evolución de la población de Mikoláivka entre 1859 y 2001 fue la siguiente:
| 4296                                                          | 5318 |
| (Fuente: Cities & Towns of Ukraine y UKRAINE: Größere Städte) |      |

Según el censo de 2001, la lengua materna de la mayoría de los habitantes, el 92,18%, es el ucraniano; y del 7,24%, el ruso.

## Infraestructura

### Transporte
Mikoláivka está en la carretera M04 Známianka-Sorókine.